# Archaeometry
Archaeometry ist eine wissenschaftliche Fachzeitschrift, die vom Wiley Blackwell-Verlag im Auftrag der folgenden Einrichtungen veröffentlicht wird:
- The Society for Archaeological Sciences
- Gesellschaft für Naturwissenschaftliche Archäologie und Archaeometrie
- Associazione Italiana di Archeometria
- School of Archaeology – University of Oxford

Die Zeitschrift wurde 1958 gegründet und erscheint derzeit (2015) mit sechs Ausgaben im Jahr. Es werden Arbeiten veröffentlicht, die sich mit der Anwendung naturwissenschaftlicher Methoden in der Archäologie beschäftigen.
Der Impact Factor lag im Jahr 2014 bei 1,519. Nach der Statistik des ISI Web of Knowledge wird das Journal mit diesem Impact Factor in der Kategorie analytische Chemie an 48. Stelle von 74 Zeitschriften, in der Kategorie anorganische Chemie an 27. Stelle von 45 Zeitschriften und in der Kategorie Geowissenschaften an 94. Stelle von 175 Zeitschriften geführt.